# Roland Rahm
Roland Olof Rahm, detto Rolle (Huddinge, 18 agosto 1955), è un ex cestista svedese.

## Carriera
Con la Svezia ha disputato i Giochi olimpici del 1980 (10º posto) e gli Europei 1983 (12º posto). Ha collezionato 157 presenze e 1.903 punti con la propria Nazionale.
Ha vinto 6 campionati svedesi con la maglia dell'Alvik (1979, 1981, 1982, 1983, 1986 e 1995).